# Смерть — діло самотнє
«Смерть — діло самотнє» — роман Рея Бредбері, написаний в 1985 році під враженням від подій в Лос-Анджелесі (розселення жителів з узбережжя океану), де він проживав з 1942 до 1950 року.

## Сюжет
Події відбуваються у Венеції, штат Каліфорнія, в 1949 році. Головний герой — початківець, поки що не дуже вправний письменник. Одного разу пізно ввечері, коли герой сидів в трамваї, йшов дощ, що й так створювало гнітючу атмосферу, хтось ззаду крикнув: «Смерть — справа самотня!» Трохи пізніше герой знаходить в каналі труп чоловіка. Він звертається до прибулого на місце події детектива Елмо Крамлі і намагається довести, що смерть в каналі не випадковість. Слідчий, який сам тримає вдома в ящику столу незакінчений рукопис, спочатку ставиться до цієї думки скептично, але, коли трупи починають з'являтися один за одним, береться за розслідування.

## Цікаві факти
В романі жодного разу не згадується ім'я головного героя.